# Ollikainen (sjö)
Ollikainen är en sjö i Finland. Den ligger i kommunen Pello i landskapet Lappland, i den norra delen av landet, 700 km norr om huvudstaden Helsingfors. Ollikainen ligger 108,1 meter över havet. Arean är 12,5 hektar och strandlinjen är 2,43 kilometer lång. Sjön  ingår i Torne älvs huvudavrinningsområde. 